# Ugo La Malfa

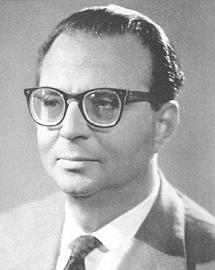
Ugo La Malfa in den 1960er-Jahren

Ugo La Malfa (* 16. Mai 1903 in Palermo; † 26. März 1979 in Rom) war ein italienischer Politiker der Partito Repubblicano Italiano (PRI). 
Der Ökonom leistete Widerstand gegen den Faschismus und gehörte 1942 zu den Gründern der Partito d’Azione. Zwischen 1945 und 1979 hatte er – mit Unterbrechungen – verschiedene Ministerämter inne, von 1946 bis zu seinem Tod war er ununterbrochen Abgeordneter im italienischen Parlament. Von 1965 bis 1975 war La Malfa segretario (Parteichef) der linksliberalen PRI, von 1974 bis 1976 und in den letzten Tagen seines Lebens war er stellvertretender Ministerpräsident Italiens.

## Leben
La Malfa wuchs als Sohn eines Sicherheitsbeamten in Sizilien auf, seine Mutter stammte aus einer verarmten Familie des niederen Adels. Obwohl er die Insel nach dem Schulabschluss verließ, legte er nie seinen sizilianischen Akzent ab. Er studierte ab 1920 an der Handelshochschule Ca’ Foscari (Vorläuferin der heutigen Universität Venedig) Rechts- und Wirtschaftswissenschaften und schloss 1926 mit einer Arbeit zum Zivilprozessrecht ab. Als Student kam er in Kontakt mit der republikanischen Bewegung. Wie sein Professor Silvio Trentin trat er 1924 der von Giovanni Amendola geführten liberalen Partei Unione Nazionale bei, die jedoch im Jahr darauf vom faschistischen Regime verboten wurde.
Nach dem Militärdienst arbeitete er beim Istituto nazionale per le esportazioni in Rom, wo er die antifaschistische Opposition unterstützte und deshalb entlassen wurde, und ab 1930 in der Redaktion der Enciclopedia Treccani, wo La Malfa Industriethemen bearbeitete und seine spätere Ehefrau Orsola Corrado kennenlernte. 1934 wechselte er nach Mailand in die Forschungsabteilung der Banca Commerciale Italiana, 1938 wurde er Direktor der Abteilung. Auch in Mailand pflegte er weiterhin Kontakte zu demokratischen Antifaschisten. La Malfa war 1942 Gründungsmitglied der im Untergrund tätigen Aktionspartei (Partito d’Azione, Pd’A). Im April 1943 flüchtete er in die Schweiz, kehrte aber nach dem Sturz Mussolinis drei Monate darauf nach Italien zurück. In der Folgezeit vertrat er die liberal-sozialistische Pd’A im antifaschistischen Koordinierungsausschuss Comitato di Liberazione Nazionale (CLN).
Nach dem Zweiten Weltkrieg war er von Juni bis Dezember 1945 Verkehrsminister in der Regierung von Ferruccio Parri. Im Juni 1946 wurde La Malfa in die Verfassungsgebende Versammlung der neugegründeten Italienischen Republik gewählt. Nach der Spaltung der Partito d’Azione wurde er im selben Jahr Mitglied der Partito Repubblicano Italiano. Nach Inkrafttreten der neuen Verfassung saß er von 1948 bis 1979 – sieben Legislaturperioden lang – als Abgeordneter in der Camera dei deputati. Dort war La Malfa von 1948 bis 1950 und erneut von 1963 bis 1973 Vorsitzender der PRI-Fraktion. Außerdem gehörte er von 1949 bis 1953 der Parlamentarischen Versammlung des Europarates an. Von 1951 bis 1953 amtierte er als Minister für Außenhandel im Kabinett De Gasperi VII, von 1962 bis 1963 war er Haushaltsminister im Regierungskabinett von Amintore Fanfani. 
Von April 1965 bis Februar 1975 leitete La Malfa die PRI als Segretario. Vom 7. Juli 1973 bis 14. März 1974 war er im vierten Kabinett von Mariano Rumor Schatzminister, unter Aldo Moro war er von November 1974 bis Februar 1976 Stellvertreter des Ministerpräsidenten. Im Februar 1979 beauftragte Staatspräsident Sandro Pertini (PSI) La Malfa mit der Regierungsbildung – er wäre der erste nicht christdemokratische Ministerpräsident Italiens nach 1945 gewesen, gab diesen Auftrag aber nach wenigen Tagen erfolgloser Verhandlungen zurück. In Giulio Andreottis fünfter Regierung wurde er am 21. März 1979 zum Minister für Haushalt und Wirtschaftsplanung ernannt. Fünf Tage später starb Ugo La Malfa an einer Intrazerebralen Blutung.
La Malfa war verheiratet und hatte zwei Kinder; sein Sohn Giorgio war ebenso wie der Vater als PRI-Politiker tätig.
Ugo La Malfa war ein leidenschaftlicher Befürworter der europäischen Integration. Er protestierte deutlich gegen Charles de Gaulles Konzept eines „Europas der Vaterländer“ und auch gegen den Abschluss des deutsch-französische Freundschaftsvertrages 1963, durch den er die Schaffung einer „Achse Paris–Bonn“ und damit eine Abwertung der anderen Mitglieder der Europäischen Gemeinschaften befürchtete. Obwohl er ein entschiedener Gegner der kommunistischen Ideologie war, pflegte La Malfa seit der gemeinsamen Zeit im antifaschistischen Widerstand gute Kontakte zu Politikern der Partito Comunista Italiano und trat in den 1970er-Jahren dafür ein, die zweitstärkste Partei des Landes auch an der Regierung zu beteiligen.

## Veröffentlichungen (Auswahl)
- L'altra Italia. Documenti su un decennio di politica italiana. 1965–1975. Mondadori, Mailand 1975.
- L'avvenire che ho voluto. Scritti e discorsi dell'ultimo anno (= Ventesimosecolo. 15, ZDB-ID 185877-4). Edizioni della Voce, Rom 1979.
- Scritti. Band 1: 1925–1953. Hrsg. von Giancarlo Tartaglia. Mondadori, Mailand 1988, ISBN 88-04-31310-2.